# Adam Smith
Adam Smith, född (döpt) 16 juni (5 juni enligt g.s.) 1723 i Kirkcaldy i Fife, död 17 juli 1790 i Edinburgh, var en skotsk nationalekonom och moralfilosof. Han brukar räknas som en av de som lade grundstenarna för den moderna samhällsekonomin och han kallas ibland liberalismens fader. Hans centrala verk är Nationernas välstånd (The Wealth of Nations) som publicerades år 1776.

## Biografi
Som student vid University of Glasgow 1737 studerade Smith främst matematik och naturhistoria samt lyssnade ofta till Francis Hutchesons föreläsningar i moralfilosofi och samhällsekonomi. År 1740 flyttade han till Oxford (Balliol College) som teologie stipendiat. Efter sju års studier, mest i språk, historia och filosofi, lämnade han dock Oxford utan examen och tillbringade ett par år hos sin mor i Kirkcaldy. Därefter höll han ett par år populärvetenskapliga föreläsningar vid University of Edinburgh i retorik och skotsk skönlitteratur. Han blev då nära vän med David Hume. I University of Glasgow blev han professor i logik 1751 och i moralfilosofi 1752. Hans föreläsningar var indelade i fyra delar: Naturlig teologi, allmän etik, etik i förhållande till rättsvetenskapen samt ekonomisk politik ("om de politiska institutioner, som är grundade på nyttan" – "the expediency").
Redan 1752 lär Smith ha uttalat frihandelsvänliga åsikter. Hans första större arbete var Theory of moral sentiments (1759, där andra upplagan hade en bilaga om "the first formation of languages". Han avsade sig professuren 1764 för att göra en längre resa på kontinenten, som mentor åt en ung hertig av Buccleuch. Han tillbringade arton månader i Toulouse, ett par månader i Genève och omkring tio månader i Paris, där han flitigt umgicks med François Quesnay och andra framstående ekonomer. Efter hemkomsten bodde han under tio år i Kirkcaldy, sysselsatt med sitt stora verk An inquiry into the nature and causes of the wealth of nations (1776). Smith fick 1778 en befattning som kommissionär vid tullverket i Edinburgh, där han senare höll ett gästfritt hus. År 1787 blev han vald till lord rector av universitetet i Glasgow.

## Publicerade verk

### The Theory of Moral Sentiments (1759)
År 1759 publicerade Smith sitt första verk, The Theory of Moral Sentiments. Han utförde revideringar av verket hela sitt liv och gjorde omfattande ändringar i den sjätte och sista versionen kort innan sin död 1790. Även om Nationernas välstånd anses var det mest inflytelserika verket så sägs det att Smith själv "alltid ansåg att The Theory of Moral Sentiments var det överordnade verket". P.J. O'Rourke, författare av kommentaren On The Wealth of Nations (2007) anser också att The Theory of Moral Sentiments är "den bättre boken". Det var i detta verk som Smith först hänvisade till "den osynliga handen".

I boken undersöker Smith noga det moraliska tänkadet vid tiden och föreslog att samvete kommer från sociala förhållanden. Hans mål med boken är att förklara källan till människans förmåga att skapa moraliska bedömningar, trots människans naturliga benägenhet till egenintresse. Smith föreslog en teori om sympati där observationer av andra människor leder till att man blir medveten om sig själv och moralen i sina egna handlingar.

### The Wealth of Nations - Nationernas välstånd (1776)
Få nationalekonomiska arbeten har haft så stor global betydelse som The wealth of nations. Smith förklarar i detta verk bland annat grundtesen om hur arbetsfördelning leder till kostnadseffektivitet i produktionssammanhang, och således är ett av fundamenten till kapitalism. Förutom att det var ett omfattande systematiskt arbete så omfattar det i hög grad de typiska företeelserna inom samhällsekonomins område. Dess filosofiska utgångspunkter kan härledas till Shaftesbury, Hutcheson och Hume och dess statsvetenskapliga till Hugo Grotius. Den ekonomiska grundsynen är i huvudsak fysiokratisk: Människornas ekonomiska liv styrs av "oföränderliga naturlagar", och den ekonomiska politikens huvudregel är att låta dessa "naturlagar" verka fritt, det vill säga utan störande ingrepp från statens sida. 
Smith menade att det fanns problematiska tendenser i den samtida kapitalismen, bland annat en tendens angående överspecialisering.
Smith förespråkade inte "intressenas harmoni" på samma ensidiga sätt som senare skulle framhävas av till exempel Henry Charles Carey och Frédéric Bastiat. Många kritiker menade att han var en hjärtlös mammonsdyrkare men Smith höjde sig över de franska fysiokraternas och de merkantilistiska författarnas ståndpunkt, i synnerhet i sin uppfattning om det ekonomiska arbetets natur och betydelse. Hans framställning av arbetsfördelningens faktum och lagar, kapitlen om varans pris, lön och pengar och kapital fick en varaktig plats i ekonomins historia. 

## Arv

### Porträtt, monument och sedlar
Adam Smith finns med på sedlar tryckta av två banker i Storbritannien; hans porträtt har sedan 1981 funnits på 50-pundssedeln utgiven av Clydesdale Bank i Skottland, och i mars 2007 fanns en bild av Smith på den nya serien av 20-pundssedlar utgivna av Bank of England, vilket gjorde honom till den första skotten att hamna på en engelsk sedel.
Ett stort monument till Smiths ära avtäcktes 4 juli 2008, i Edinburgh. Det är en tre meter hög bronsstaty utanför St. Giles Katedral av 1900-talsskulptören James Sanborn (mest känd för sin skulptur Kryptos utanför CIA:s högkvarter, en cylinder som innehåller ett utdrag från "The Wealth of Nations" på den nedre halvan och samma text i binärkod på den övre halvan)
Utanför universitet i Charlotte, North Carolina står Adam Smith's Spinning Top. En annan Adam Smith-skulptur står utanför universitet i Cleveland.
Asteroiden 12838 Adamsmith är uppkallade efter honom.

### Smiths arbete
- The Theory of Moral Sentiments (1759)
- Nationernas välstånd (An Inquiry into the Nature and Causes of the Wealth of Nations (1776))

### Smiths arbete på nätet
- The Wealth of Nations hos Library of Economics and Liberty. Cannan edition.
- The Wealth of Nations av Mondo Politico Library.
- The Wealth of Nations av Adam Smith Institute.
- Works and Correspondence of Adam Smith. Glasgow edition, av Online Library of Liberty.
- The Theory of Moral Sentiments av Library of Economics and Liberty